# Camaná
A cidade peruana de Camaná é a capital da Província de Camaná, situada no Departamento de Arequipa, pertencente a Região de Arequipa, Peru.